# Луніна Інна Олександрівна
І́нна Олекса́ндрівна Лу́ніна (нар. 30 серпня 1949, Новосибірськ) — український вчений-економіст, доктор економічних наук, професор, заслужений діяч науки і техніки України   (2004).
Лауреат державної премії з науки і техніки 2017 р. за роботу «Інституційна трансформація фінансово-економічної системи України в умовах глобалізації»

## Біографія
Закінчила економічний факультет Новосибірського державного університету за спеціальністю «економіст-математик». В 1983 році в Інституті економіки АН УРСР захистила кандидатську дисертацію на тему «Удосконалення планування показників виробничо-господарської діяльності в промисловому об’єднанні».
В 2001 році захистила докторську дисертацію на тему «Державні фінанси та реформування міжбюджетних відносин України». В 2004 році їй присвоєне звання «Заслужений діяч науки і техніки України» (Указ Президента України від 24 грудня 2004 року №1534).
Основними напрямами наукових досліджень І. О. Луніної є державні фінанси, методологія бюджетного прогнозування, сучасна концепція реформування міжбюджетних відносин та місцевих бюджетів України.
Вона є членом Громадської ради при Міністерстві фінансів України,  входила до складу українсько-німецької консультаційної групи при Уряді України, була національним експертом Світового банку по проектах «Фіскальна дисципліна в Україні», «Податкова політика та адміністрування податків», «Меморандум економічного розвитку України».
Працює в Державній установі «Інститут економіки та прогнозування НАН України», де завідує відділом  фінансового та бюджетного прогнозування.

## Наукові досягнення
Луніна І.О. є автором понад 100 наукових праць, серед яких 3 особисті та 16 колективних монографій.  Написаний нею у співавторстві підручник "Мікроекономіка і макроекономіка" витримав три видання (у 1998, 2001, 2003 роках). Найбільш відомі монографії: «Державні фінанси України в перехідний період»; «Економіка України: підсумки перетворень та перспективи зростання»; «Україна на роздоріжжі: уроки з міжнародного досвіду реформ»; «Роль держави у довгостроковому економічному зростанні»; «Економіка України: стратегія і політика довгострокового розвитку», «Пріоритети бюджетної політики та економічне зростання в Україні», «Система податкових пільг в Україні у контексті європейського досвіду», «Державні фінанси та реформування міжбюджетних відносин».
Луніна І.О. є членом редакційної колегії  журналу «Економіка і прогнозування».